# Життя як смертельна хвороба, що передається статевим шляхом
«Життя як смертельна хвороба, що передається статевим шляхом» (пол. «Życie jako śmiertelna choroba przenoszona drogą płciową») — польсько-французький художній фільм 2000 року режисерів Кшиштофа Зануссі.

## Сюжет
Літній лікар-онколог несподівано дізнається, що сам хворий на рак і шансів на одужання немає. Як досвідчений фахівець, він розуміє, що його чекає. Але як проста людина виявляється не готовим до такого випробування.
У його душі відбувається перелом. В голові з'являється ідея відкинути всі моральні цінності і непорушні догми, яких він дотримувався все життя, і пуститися берега. Смертельно хворий літній доктор постає перед вибором: покінчити життя самогубством, обірвавши нестерпні фізичні муки, або стоїчно витримати випробування, уготовані йому долею, розібратися в сумнівах і прийти до віри...

## У ролях
- Збігнєв Запасевич
- Александр Фабисяк
- Кристина Янда
- Тадеуш Брадецький
- Моніка Кшивковська
- Павло Окраска
- Редбад Клинстра
- Єжи Радзивілович

## Творча група
- Сценарій: Кшиштоф Зануссі
- Режисер: Кшиштоф Зануссі
- Оператор: Едвард Клосинський
- Композитор: Войцех Кіляр